# Sergio Pagliazzi
Sergio Pagliazzi (Firenze, 23 marzo 1926 – Lido di Camaiore, 6 ottobre 2017) è stato un ciclista su strada italiano.
Professionista e indipendente dal 1947 al 1952, vinse il Trofeo dell'Unione Velocipedistica Italiana 1949.

## Carriera
Pagliazzi si aggiudicò la prima edizione del Trofeo dell'Unione Velocipedistica Italiana per indipendenti nel 1949, aggiudicandosi la prima prova, il Giro di Calabria a tappe, e la quinta prova a Porto Sant'Elpidio. Ottenne alcuni piazzamenti al Giro dell'Emilia, dove fu secondo nel 1949 e terzo nel 1951, e fu terzo al Giro del Piemonte 1950. Concluse anche due volte il Giro d'Italia senza però ottenere risultati rilevanti.
Si ritirò dall'attività a soli ventisei anni, nel 1952.

## Palmarès
- 1946 (dilettanti)

Gran Premio Comune di Cerreto Guidi
- 1949

2ª tappa Giro di Calabria (Taurianova > Reggio Calabria)
Classifica generale Giro di Calabria
Circuito di Porto Sant'Elpidio
2ª tappa Giro di Sicilia (Messina > Catania)
4ª tappa Giro di Sicilia (Vittoria > Enna)
- 1950

Gran Premio di Ponte Valleceppi
- 1954

Coppa Cicogna

### Altri successi
- 1949

Classifica generale Trofeo dell'Unione Velocipedistica Italiana

## Piazzamenti

### Grandi Giri
- Giro d'Italia

1947: ritirato
1948: 36º
1950: 28º

### Classiche monumento
- Milano-Sanremo

1948: 42º
1950: 74º
1951: 75º
- Giro di Lombardia

1947: 4º
1949: 20º